# Brazosa picturella
Brazosa picturella är en insektsart som beskrevs av Baker 1923. Brazosa picturella ingår i släktet Brazosa och familjen dvärgstritar. Inga underarter finns listade i Catalogue of Life.